# Francis Coventry
Francis Coventry (* Mitte Juli 1725 in Mill End, Buckinghamshire; † Januar 1754 in Edgware, Middlesex) war ein englischer Schriftsteller und Kleriker. Coventry ist vor allem bekannt durch sein 1751 veröffentlichtes Werk The History of Pompey the Little; or, The Life and Adventures of a Lap-Dog, einer Satire, die aus der Perspektive eines Schoßhündchens die englische Gesellschaft seiner Epoche karikierte.

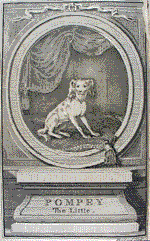
Frontispiz: The History of Pompey the Little; or, The Life and Adventures of a Lap-Dog 1. Auflage 1751

## Leben
Francis Coventry wurde 1725 als William Francis Walter Coventry in Mills End, Buckinghamshire, als Sohn des wohlhabenden Kaufmanns und Gutsbesitzers Thomas Coventry und seiner zweiten Ehefrau Gratia-Anna-Maria Brown, der Tochter eines Priesters, geboren. Außerdem war Francis der Neffe von William, dem 5. Earl of Coventry (1676–1751). Mit an Sicherheit grenzender Wahrscheinlichkeit genoss Francis Coventry eine Privatausbildung bei Tutoren, bevor er in Eton (1742–1744) und am Magdalen College, Cambridge, ab 1746 studierte. Dort erwarb er 1749 seinen Bachelor. In Cambridge lernte Coventry den Dichter Thomas Gray kennen und präsentierte ihm eine nicht überlieferte Komödie, die die Basis für Pompey the Little liefern sollte.
Coventrys erste Veröffentlichung war ein Gedicht mit dem Titel Penshurst (1750) in der Art eines frühen Gedichts von Ben Jonson mit identischem Titel. Beide Gedichte beschrieben den Penshurst Palace, die Heimat von Sir Philip Sidney. In Cambridge verfasste Francis Coventry einen Großteil seines später allgemein gefeierten Werks The History of Pompey the Little, einer humorvollen Satire auf die Londoner Gesellschaft aus der Perspektive eines Schoßhündchens. Allerdings karikierte Francis Coventry darin auch das Verhalten jener Hundehalter, welche die Persönlichkeit des Hundes generell über die des Menschen erheben würden. Das Werk erlebte noch zu Lebzeiten Coventrys drei Auflagen und war beim Publikum beliebt. Um 1800 existierten bereits acht autorisierte Auflagen. Johann Friedrich Jünger übersetzte auch diesen englischen Erfolgstitel der Mitte der 1750er Jahre über 30 Jahre später unter dem Titel Der kleine Cäsar erstmals direkt ins Deutsche. Es existiert zwar noch eine frühere deutsche Fassung, die jedoch auf einer bereits bearbeiteten französischen Übersetzung des Originals durch  François-Vincent Toussaint von 1752 beruhte.
Darüber hinaus veröffentlichte Coventry in seinem kurzen Leben Essays, An Essay on the New Species of Writing Founded by Mr. Fielding. (1751) und Essay on the English garden, in der Kulturzeitschrift The World (1753). Selbst als Herausgeber fungiert Fielding bei dem Werk seines Cousins Henry Coventry, Philemon to Hydaspes: or, The history of false religion in the earliest pagan world: related in a series of conversationsm (1753).
Francis Coventry wurde 1751 Kleriker der Anglikanischen Kirche und arbeitete als Kurator der Pfarrgemeinde in Edgware, Middlesex. 1752 erlangte er seinen M.A. in Cambridge. Bereits im Alter von 28 Jahren verstarb Coventry an den Folgen der Pocken.

## Werke
Gedichte:
- Penshurst. Robert Dodsley, Cambridge 1750.
- Inscription for an Oak in Penshurst Park. ca. 1750; In: Gentleman’s Magazine, no. 30. April 1761, S. 184.

Roman:
- The History of Pompey the Little, or the Life and Adventures of a Lap-Dog. Mary Cooper, London 1751; Textarchiv – Internet Archive.
- The History of Pompey the Little: or, The Life and Adventures of a Lap-dog. Hrsg. von Robert Adams Day. Oxford University Press, London / New York 1974.
  - deutsch: Der kleine Cäsar. Nach dem Englischen des Coventry. Aus dem Englischen übersetzt von Johann Friedrich Jünger. Dykische Buchhandlung, Leipzig 1782; archive.org.

Essays:
- An Essay on the New Species of Writing Founded by Mr. Fielding. 1751.
- Essay on the English Garden. In: The World. Robert Dodsley, London 1753.

Herausgeberschaft:
- Henry Coventry: Philemon to Hydaspes. 1753; Textarchiv – Internet Archive.